# Blondie (Album)
Blondie ist das Debütalbum der gleichnamigen Band, das 1976 erschien.
X-Offender, Rip Her to Shreds und In the Flesh wurden auch als Singles veröffentlicht. Nur In the Flesh schaffte es in Australien in die Charts und erreichte dort Nummer 2. X-Offender hieß zunächst Sex-offender, doch bestand die Plattenfirma auf einer Änderung des Titels aus Angst, er könnte nicht im Radio gespielt werden. Das Album war nur in Australien ein mittlerer Erfolg und sollte sich erst kurze Zeit später nach dem großen Erfolg der Band besser verkaufen, nachdem die Plattenfirma Chrysalis das Album 1977 wieder veröffentlicht hatte. Die Band war nach dem Album zu diesem Label gewechselt.
Musikalisch ist das Album eher uneinheitlich. Neben Punksongs (In the Sun, Kung Fu Girls), kopieren diverse andere Lieder Pop aus den 60er Jahren und erinnern an die Shangri-Las. Das Album schließt mit dem Lied The Attack of the Giant Ants, bei dem es sich um eine Hommage/Persiflage auf 50er-Jahre-Katastrophen-B-Movies handelt. Das Album wird von Kritikern meist positiv bewertet. Retrospektiv wurde das Album von vielen bedeutenden positiv aufgenommen. In der Rolling-Stone-Liste mit den 500 größten Alben aller Zeiten landete es auf Platz 401.

## Titelliste
- X Offender – Deborah Harry, Gary Valentine
- Little Girl Lies – Harry
- Man Overboard – Harry, Stein
- In the Flesh – Harry, Chris Stein
- Look Good in Blue – Jimmy Destri
- In the Sun – Stein
- A Shark in Jets Clothing – Destri
- Man Overboard – Harry, Stein
- Rip Her to Shreds – Harry, Stein
- Rifle Range – Stein, Ronnie Toast
- Kung Fu Girls – Harry, Valentine, Destri
- The Attack of the Giant Ants – Stein

## Kommerzieller Erfolg

### Chartplatzierungen
Blondie verfehlte bei Veröffentlichung die britischen Charts, wo es sich erst 1979 nach dem Erfolg der beiden Folgealben platzieren konnte.
| ChartsChartplatzierungen     | Höchstplatzierung | Wochen |
| ---------------------------- | ----------------- | ------ |
| Vereinigtes Königreich (OCC) | 75 (1 Wo.)        | 1      |

### Auszeichnungen für Musikverkäufe
| Land/Region                  | Auszeichnungen für Musikverkäufe (Land/Region, Auszeichnung, Verkäufe) | Verkäufe |
| ---------------------------- | ---------------------------------------------------------------------- | -------- |
| Vereinigtes Königreich (BPI) | Gold                                                                   | 100.000  |
| Insgesamt                    | 1× Gold · × Platin ·                                                   | 100.000  |